# Pesto

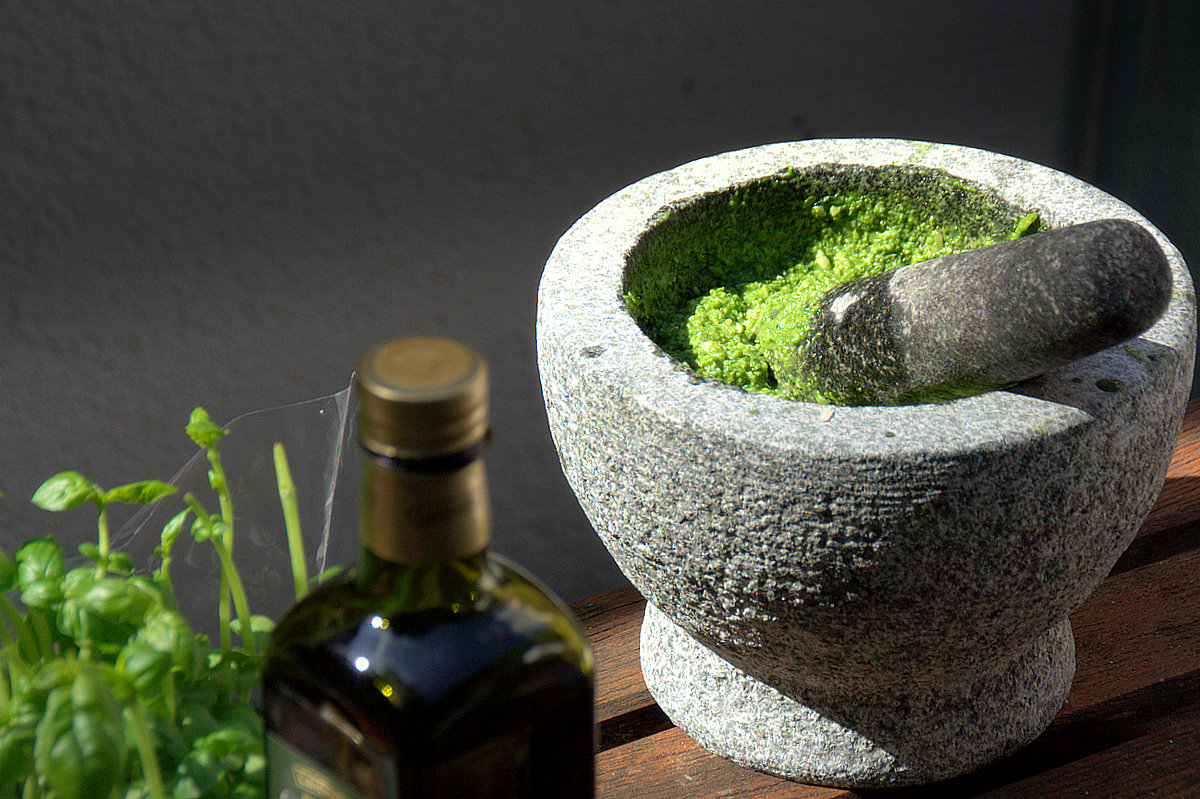
Tradiční příprava pesta v mramorové třecí misce

Pesto nebo Pesto alla genovese je zelená omáčka, jejíž hlavní složkou je bazalka.
Původ pesta se klade do oblasti Ligurie v severní Itálii, přídomek genovese má podle severoitalského města Janov (Genova).
Název je odvozen z italského slova pestare = tlouci, mlátit.
Tradiční příprava klasického pesta spočívá v rozdrcení a tření bazalkových listů v mramorovém moždíři dřevěnou paličkou. Do nich se dále přidává sůl a česnek, parmezán a/nebo jiný drobně strouhaný ovčí sýr a piniové oříšky, nakonec olivový olej. Jiný druh, pesto alla siciliana, obsahuje na slunci sušená rajčata. Pesto alla calabrese se vyrábí z paprik a sýru.
Podle klasického receptu z okolí Bologne se špagety vaří a podávají s několika nakrájenými bramborami.